# Beni (miasto)
Beni – miasto w północno-wschodniej Demokratycznej Republice Konga, w prowincji Kiwu Północne. Według danych szacunkowych na rok 2008 liczy 100 383 mieszkańców. W mieście znajduje się port lotniczy Beni.